# Valentina assassina?
Valentina assassina? è la ventunesima storia a fumetti di Valentina, celebre personaggio creato da Guido Crepax. In questa vicenda la vita di Valentina è sconvolta da una serie di omicidi che la riguardano molto da vicino.

## Trama
Tutto inizia quando Kitty, una modella di Valentina, viene assassinata dopo un servizio fotografico, trovata con la testa rasata e le calze tagliuzzate, segni che fanno pensare a un maniaco. Il modus operandi si ripete: poco dopo, la giornalista Mariangela, che aveva contattato Valentina per delle foto, viene trovata morta nello stesso modo. Questo porta il commissario a sospettare di Valentina, data la sua costante presenza sulla scena del delitto. La scia di sangue continua, colpendo la contessina Gioietta durante una festa, l'attrice Barbra Romanelli (fotografata da Valentina poco prima di morire), e persino la sua compagna di vagone letto su un treno di ritorno da Roma.
A Milano, durante un intervallo del Macbeth alla Scala, gli amici giornalisti di Valentina vengono allontanati con una scusa, lasciando sole Valentina e Joan, che viene puntualmente assassinata. Il commissario è sempre più perplesso dalla coincidenza, ma Valentina continua a sostenere di non aver notato nulla. Anche la modella Giorgia muore nello stesso modo durante un servizio fotografico in montagna. La macabra successione di eventi prosegue: una ragazza in uno studio dentistico e una donna durante un massaggio, entrambe muoiono in presenza di Valentina. Dopo nove vittime, Valentina, esasperata, chiede di essere arrestata, ma non ci sono prove contro di lei. Finalmente, durante uno shooting, Valentina finge un malore e riesce a cogliere in flagrante l'assassina. Si tratta di Ruth O’Sullivan, una modella australiana che era rimasta sfigurata (perdendo capelli e un occhio) a causa dell'esplosione di un riflettore nello studio di Valentina.
In un'ultima, drammatica colluttazione, Ruth costringe Valentina a pugnalarla con una spilla avvelenata, realizzando il suo piano di vendetta: non solo uccidersi, ma anche rendere Valentina un'assassina. Tuttavia, il commissario è sopraggiunto e ha assistito all'intera scena, scagionando completamente Valentina da ogni sospetto.

## Pubblicazioni
- Milano Libri (Valentina assassina?) marzo 1977
- RCS (Volume 7) 2007
- Salani (Misteri e misfatti) 2010
- Mondadori (Volume 17) 2015